# Manuel Joan i Arinyó
Manel Joan i Arinyó (Cullera, 26 de juny 1956) és un escriptor valencià de la Ribera Baixa. Amb més de trenta obres publicades en diversos gèneres, entre les seues obres destaquen les novel·les policíaques Contra sentit (1994 i 2010), El cas Torreforta (1999), L'agenda del sicari (2007) i El cas Peníscola (2014). Quant a novel·les eròtiques, cal citar: Stress (1985), Mateu, el fill d'en Marc (1987), Diari de Campanya (1987) En Tit-hola i Castell absent (1995). Té tres novel·les de records d'infantesa: Les nits perfumades (1998), els relats juvenils de Les màgiques nits de Prada (2008) o llibres infantils com Llopcentilàndia mix (1997). També ha escrit poesia, una gran part de la qual ha estat aplegada en Plany de l'home llop (1999) i Versos blancs.
Quant a guardons, ha obtingut el Premi Ciutat de Sagunt 2009 amb Fem un trio. El 2010, amb L'atzucac del perdedor, guanya el XV Premi Enric Valor de Narrativa, convocat per la Diputació d'Alacant. Tres anys després obté el Vila de Puçol per El cas Peníscola.
Ha col·laborat amb els catàlegs (1982, 1999 i 2000) del pintor Adrià Pina. Ha obtingut premis literaris a Tavernes de la Valldigna, Benidorm, Benissa, Alzira, Sabadell. Va ser guardonat amb el premi Amadeu Oller de Barcelona en 1981, amb el de narrativa de la Diputació de Girona, amb el Narcís Oller de la Diputació de Tarragona. Ha col·laborat amb les revistes Lletres de Canvi, Saó, El Temps, L'Espill i en els periòdics Diario de Valencia, Avui, La Vanguardia, Diari de Barcelona. Ha estat professor a la Universitat Catalana d'Estiu de Prada.

## Poesia[2]
- 1981 - Bateguem els desigs
- 1982 - Crims
- 1983 - Terra
- 1983 - Octosíl·labs del més enllà
- 1989 - Retaule
- 1999 - Plany de l'home llop
- 2012 - Versos blancs

## Novel·les per a adults[2]
- 1985 - Han donat solta als assassins
- 1985 - Stress
- 1987 - Mateu, el fill d'en Marc
- 1987 - Diari de campanya
- 1988 - En Tit-hola
- 1989 - Les nits perfumades
- 1991 - Com la flor blanca
- 1994 - Soldada roja
- 1994 - Contra sentit
- 1998 - Les nits perfumades (Premi Sant Joan de narrativa, 1988)
- 1993 - Nobel
- 1999 - El cas Torreforta
- 2004 - Cubaneta meua - conjuntament amb Xesco Guillem
- 2004 - 10.193 Escuma de mar
- 2009 - Fem un trio (Premi de Narrativa Ciutat de Sagunt)
- 2010 - L'atzucac del perdedor (Premi Enric Valor de Novel·la en Valencià)
- 2014 - El cas Peníscola (Premi de Narrativa Vila de Puçol, 2013)

## Novel·la juvenil[2]
- 1997 - Linda i Roger
- 1989 - Que dur que és ser guapo!
- 2005 - Mp, una vida de llegenda
- 2008 - Les Màgiques nits de Prada

## Narrativa infantil[2]
- 1991 - Nadar i guardar la roba
- 1992 - El llop Cento i companyia
- 1997 - Llopcentilàndia mix
- 2009 - Cento i les mones
- 2014 - El llop Cento al superparc de la pau